# Cal (película)
Cal es un largometraje británico de 1984 dirigido por Pat O'Connor.

## Argumento
Cal (John Lynch), un joven del IRA, se enamora de Marcella (Helen Mirren), una mujer católica cuyo marido, un policía protestante, fue asesinado un año atrás por el grupo terrorista.

## Comentarios
Basado en la novela de Bernard MacLaverty, que también escribió el guion cinematográfico.
Rodada entre Drogheda y Navan (Condado de Louth) - Irlanda.
La banda sonora fue interpretada por el guitarrista y cantante del grupo Dire Straits, el escocés Mark Knopfler, y editada en el álbum Cal.
- Datos: Q1545298